# 张泰升
张泰升（1918年4月—2015年3月6日），安徽金寨人，中华人民共和国政治人物。
1938年7月加入中国共产党。早年参加中国工农红军，担任红四方面军总经理部财务科公务员、红三十军警卫员，八路军总部炮兵三团副排长，冀南二纵炮兵营副营长，鄂豫军区第三团参谋长。后参加朝鲜战争，担任炮军四十四团副团长、团长，炮兵三师副参谋长、副师长、参谋长。1965年，历任安徽省劳动局副局长，安徽省体委副主任。2015年3月6日，在合肥去世。